# Bledius tarandus
Bledius tarandus är en skalbaggsart som beskrevs av Herman 1970. Bledius tarandus ingår i släktet Bledius och familjen kortvingar. Inga underarter finns listade i Catalogue of Life.